# Andreas Gronewalt
Andreas Gronewalt, auch Andreas Grunwaldt oder Andreas Grunewalt, (geboren vor 1480; gestorben nach 1541, wahrscheinlich in Halberstadt) war ein deutscher Notar, Kleriker, Humanist und Büchersammler. Ein Teil dieser umfangreichen Sammlung gelangte bereits vor seinem Tod nach Goslar, wo sie heute der wichtigste Bestandteil der Marktkirchenbibliothek ist.

## Leben
Andreas Gronewalts Geburtsdatum ist nicht bekannt. Es lässt sich aber aufgrund des Jahres seiner Immatrikulation an der Universität Erfurt 1493 auf einen Zeitraum vor 1480 ansetzen. Bei seiner Einschreibung in die Universität nennt er als Herkunfts- oder Wohnort Halberstadt. Über sein Studium in Erfurt und einen erworbenen akademischen Grad ist nichts bekannt. 1508 arbeitete er als öffentlicher Notar mit päpstlichem und kaiserlichem Privileg in Halle (Saale) im Dienste der Magdeburger Bischöfe Ernst II. von Sachsen und Albrecht von Brandenburg sowie des Stifts Neuwerk. Außerdem hatte er zu dieser Zeit bereits die Priesterweihe empfangen und besaß als Vikar der Domkirche in Halberstadt auskömmliche Pfründe.
Im Wintersemester 1509/10 wurde Andreas Gronewalt an der Universität Wittenberg immatrikuliert, wohl um seine juristische Bildung zu vertiefen. Die Dauer seines Aufenthalts in Wittenberg sowie eventuell erworbene akademische Grade sind nicht belegt. Sein ab 1516 aufgebauter, umfangreicher Buchbesitz weist ihn als umfassend gebildeten Mann aus, der über ein gewisses Vermögen verfügte. Ab 1529 ist er als Vikar am Kollegiatstift Unserer Lieben Frauen in Halberstadt nachgewiesen. Zwischen 1513 und 1531 arbeitete er erneut als Notar in Halle. Ab dem 1. September 1531 wohnte er wohl dauerhaft in Halberstadt. Das dortige Steuerregister nennt für 1531 ein Vermögen in Höhe von 282 Gulden, wobei offen ist, ob er noch an anderen Orten Vermögenswerte besaß und steuerpflichtig war. Andreas Gronewalt nahm an Disputationen teil, wohl auch in Wittenberg.
Zu seinem Bekanntenkreis gehörten zahlreiche humanistisch gebildete Kleriker, so auch der Halberstädter Propst und Magdeburger Reformator Eberhard Weidensee und Luthers Freund Philipp Melanchthon. Nach einer anfänglichen Sympathie für die Lehre Luthers wandte sich Andreas Gronewalt in den 1520er Jahren zeitweise von Luther ab, verfolgte aber weiter die unterschiedlichen reformatorischen Strömungen. Andreas Gronewalt blieb trotz einer gewissen Distanz zu einigen Praktiken der alten Kirche, wie z. B. dem Heiligenkult, römisch-katholischer Kleriker, hegte aber zugleich Sympathien für bestimmte Aspekte der Lehre Luthers. Der Reformationshistoriker Ulrich Bubenheimer spricht in diesem Zusammenhang von einer „interkonfessionellen Existenz“.
Anhand des letzten belegten Bücherkaufs durch Andreas Gronewalt 1541 ergibt sich als Zeit für seinen Tod das Jahr 1541 oder später. Als Sterbeort gilt Halberstadt.

## Bibliothek

### Gronewalts Sammlung
Andreas Gronewalts reichhaltige Privatbibliothek umfasste neben juristischer Literatur zum weltlichen und kanonischen Recht auch einige medizinische Werke. Daneben finden sich zeitgenössische Chroniken, die Interesse an Geschichte offenbaren, was für einen humanistisch Gebildeten üblich war. Großen Anteil an Andreas Gronewalts Büchersammlung hatten humanistische Schriften, darunter viele Werke des Erasmus von Rotterdam, und damit verbunden Schriften der Kirchenväter, wie z. B. eine neunbändige Hieronymus-Ausgabe. 
Drucke geringeren Umfangs ließ Andreas Gronewalt in einheitliche Bucheinbände zusammenbinden, eine Bindung die zum Großteil auch heute erhalten ist. Ungewöhnlich war, dass er bei vielen dieser Sammelbände einen Kurztitel und eine Signatur auf dem vorderen Buchschnitt aufbrachte. Das deutet auf eine ursprüngliche Aufstellung der Bände mit dem Schnitt und nicht mit dem Rücken nach vorne hin.

### Marktkirchenbibliothek

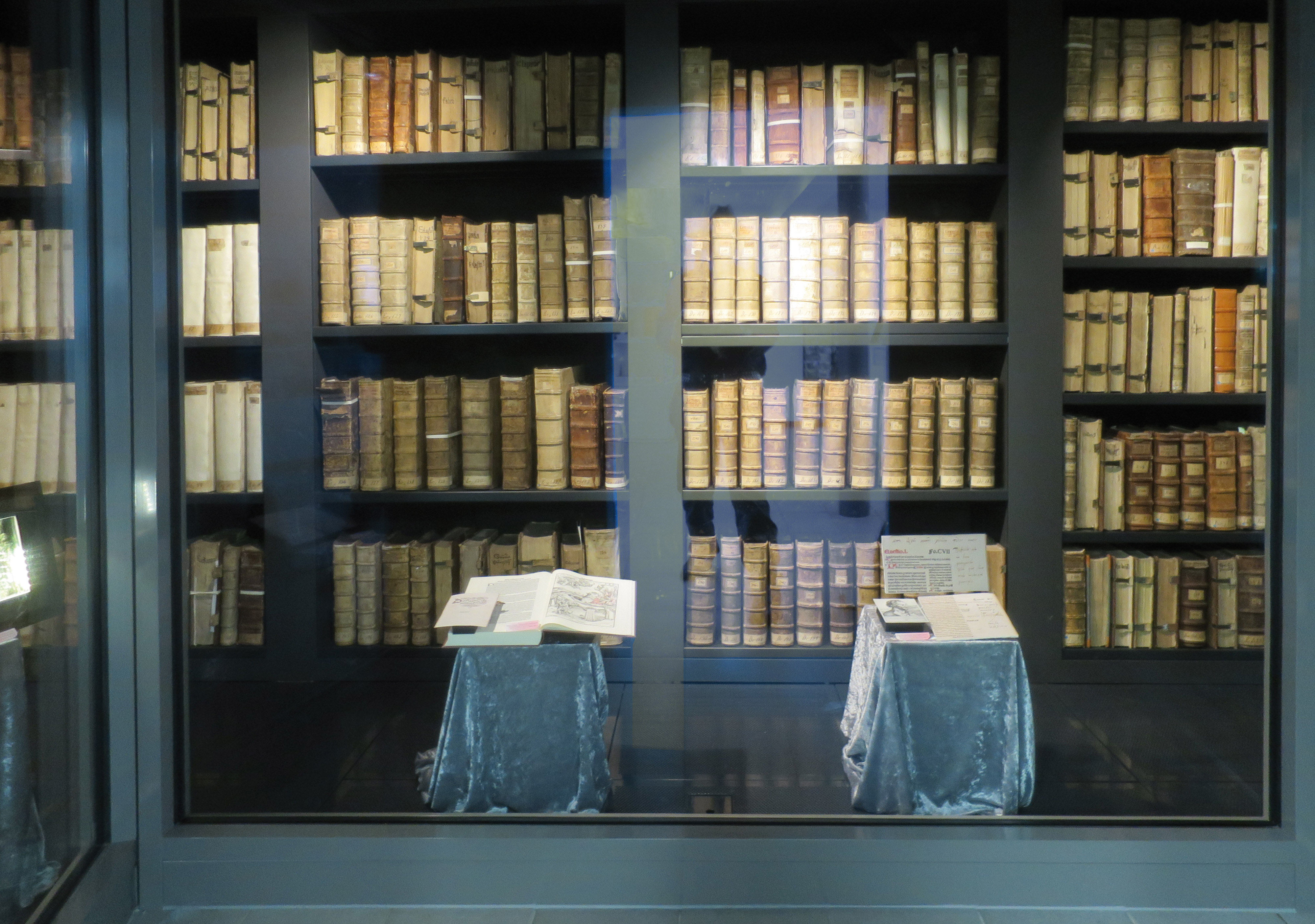
Marktkirchenbibliothek im Schaudepot des Stadtarchivs Goslar

Der Schwerpunkt der Bibliothek lag aber auf dem Reformationsschrifttum. Hier sammelte Andreas Gronewalt Drucke Martin Luthers, Andreas Karlstadts und Thomas Müntzers. Das zeugt von einer Auseinandersetzung mit unterschiedlichen Richtungen der Reformation. Zudem sammelte er aber auch Schriften der Reformationsgegner. Die gesamte Bibliothek Andreas Gronewalts dokumentiert die Auseinandersetzungen zu Beginn des 16. Jahrhunderts. Zudem vermerkte Andreas Gronewalt in den zahlreichen, zum Teil sehr umfangreichen Kommentaren und Notizen, eigene Beobachtungen und Ansichten in den Büchern. Auch Anmerkungen aus der Hand Philipp Melanchthons finden sich in mehreren der Bücher Gronewalts.
Noch vor Andreas Gronewalts Tod, vermutlich 1535, kamen die Reformationsschriften aus seiner Büchersammlung nach Goslar – ob an die Stadt oder die Marktkirchengemeinde, ist nicht eindeutig nachweisbar. Es wird vermutet, dass Andreas Gronewalts Freund aus Halberstadt, Eberhard Weidensee, der ab 1533 Superintendent in Goslar war, den Büchertransfer veranlasst haben könnte. Hintergrund könnte gewesen sein, dass im Bistum Halberstadt 1531 aufgrund eines kaiserlichen Mandats der Besitz lutherischer Schriften und erst recht der Schriften von Vertretern der radikalen Reformation verboten wurde, in Goslar, einer Reichsstadt, die Reformation zunächst toleriert, dann übernommen wurde und dort diese Schriften der Gronewaltschen Sammlung sicher untergebracht waren. Die Reformationsschriften kamen in Goslar in die Büchersammlung der Marktkirche, die in einem 1535 fertiggestellten Anbau an der Nordseite des Chores über der Sakristei untergebracht war. 
1559 wurden dort 282 Bände erfasst, davon geschätzt 216 aus dem ursprünglichen Besitz Andreas Gronewalts. Da in vielen Bänden mehrere Werke zusammengebunden waren, war ein Mehrfaches an Titeln vorhanden. Aktuell lassen sich in Goslar noch 176 Bände aus dem ursprünglichen Bestand Andreas Gronewalts nachweisen. Die jüngste dieser Schriften stammt von 1532.
Aus heutiger Sicht herausragend ist das älteste protestantische Gesangbuch, das Erfurter Enchiridion von 1524, ein kleinformatiges Liederbuch. Es umfasst nur drei Druckbogen und war in einen Sammelband eingebunden. Es ist – soweit bekannt – das einzige erhaltene Exemplar dieses Druckes.
Die Marktkirchenbibliothek enthält neben dem von Andreas Gronewalt übernommenen Bestand weitere Handschriften und Inkunabeln, Messbücher – etwa das Magdeburger Missale von 1480 aus dem Goslarer Dom und einen Brief Martin Luthers. Im heutigen Bestand der Marktkirchenbibliothek stammen 850 Titel aus der Zeit zwischen 1470 und 1559.
Heute ist die Marktkirchenbibliothek im Goslarer Kulturmarktplatz (KUMA – Am Museumsufer 2) untergebracht und wird vom Stadtarchiv Goslar als Depositum betreut. Für Besucher sind dort in einem Schaudepot einige der Bücher ausgestellt.

### Die übrige Bibliothek
Andreas Gronewalt ergänzte seine in Halberstadt verbliebene Sammlung bis 1541 weiter, die auch nach seinem Tod dort verblieb – abgesehen von den Reformationsschriften, die nach Goslar ausgelagert waren. Dieser Halberstädter Bestand ging im 19. Jahrhundert in die Privatsammlung eines Halberstädter Dompredigers über und wurde nach dessen Tod zum Großteil an den Preußischen König, Friedrich Wilhelm IV., verkauft, der damit die von ihm in Wittenberg gegründete Lutherhalle, das heutige Lutherhaus, ausstattete. Die übrigen Bücher wurden über den Antiquariatshandel verkauft. Neben Wittenberg besitzen die Herzog August Bibliothek in Wolfenbüttel, die Bibliothek des Evangelischen Ministeriums im Augustinerkloster Erfurt, die Bibliothek des Gleimhauses in Halberstadt, die Württembergische Landesbibliothek in Stuttgart und die Universitätsbibliothek Tübingen mehrere Bände davon.